# ونساتر
ونساتر (به سوئدی: Vannsätter) یک سکونتگاه مسکونی در سوئد است که در Söderhamn Municipality واقع شده‌است.

## خصوصیات
ونساتر ۱٫۱۶ کیلومترمربع مساحت و ۴۳۴ نفر جمعیت دارد.